# Mérida, Yucatán
Mérida là một đô thị thuộc bang Yucatán, México. Năm 2005, dân số của đô thị này là 781146 người. Thành phố có tổng diện tích km2. Theo điều tra dân số năm 2010 của Cục Điều tra dân số của Viện Quốc gia về Thống kê và Địa lý (Instituto Nacional de Estadística y Geografía) là 830.732 người. Đây là thành phố đông dân thứ 14 của Mexico.

## Khí hậu
| Dữ liệu khí hậu của Mérida (1951–2010)                     | Dữ liệu khí hậu của Mérida (1951–2010) | Dữ liệu khí hậu của Mérida (1951–2010) | Dữ liệu khí hậu của Mérida (1951–2010) | Dữ liệu khí hậu của Mérida (1951–2010) | Dữ liệu khí hậu của Mérida (1951–2010) | Dữ liệu khí hậu của Mérida (1951–2010) | Dữ liệu khí hậu của Mérida (1951–2010) | Dữ liệu khí hậu của Mérida (1951–2010) | Dữ liệu khí hậu của Mérida (1951–2010) | Dữ liệu khí hậu của Mérida (1951–2010) | Dữ liệu khí hậu của Mérida (1951–2010) | Dữ liệu khí hậu của Mérida (1951–2010) | Dữ liệu khí hậu của Mérida (1951–2010) |
| Tháng                                                      | 1                                      | 2                                      | 3                                      | 4                                      | 5                                      | 6                                      | 7                                      | 8                                      | 9                                      | 10                                     | 11                                     | 12                                     | Năm                                    |
| ---------------------------------------------------------- | -------------------------------------- | -------------------------------------- | -------------------------------------- | -------------------------------------- | -------------------------------------- | -------------------------------------- | -------------------------------------- | -------------------------------------- | -------------------------------------- | -------------------------------------- | -------------------------------------- | -------------------------------------- | -------------------------------------- |
| Cao kỉ lục °C (°F)                                         | 39.5 (103.1)                           | 39.5 (103.1)                           | 42.0 (107.6)                           | 43.0 (109.4)                           | 43.0 (109.4)                           | 41.5 (106.7)                           | 40.0 (104.0)                           | 43.0 (109.4)                           | 40.0 (104.0)                           | 39.0 (102.2)                           | 39.0 (102.2)                           | 39.5 (103.1)                           | 43.0 (109.4)                           |
| Trung bình ngày tối đa °C (°F)                             | 30.8 (87.4)                            | 31.5 (88.7)                            | 34.0 (93.2)                            | 35.6 (96.1)                            | 36.3 (97.3)                            | 35.3 (95.5)                            | 35.0 (95.0)                            | 34.9 (94.8)                            | 34.2 (93.6)                            | 32.7 (90.9)                            | 31.5 (88.7)                            | 30.6 (87.1)                            | 33.5 (92.3)                            |
| Trung bình ngày °C (°F)                                    | 24.0 (75.2)                            | 24.4 (75.9)                            | 26.3 (79.3)                            | 27.9 (82.2)                            | 29.0 (84.2)                            | 28.5 (83.3)                            | 28.2 (82.8)                            | 28.1 (82.6)                            | 27.9 (82.2)                            | 26.8 (80.2)                            | 25.4 (77.7)                            | 24.0 (75.2)                            | 26.7 (80.1)                            |
| Tối thiểu trung bình ngày °C (°F)                          | 17.2 (63.0)                            | 17.3 (63.1)                            | 18.6 (65.5)                            | 20.2 (68.4)                            | 21.7 (71.1)                            | 21.6 (70.9)                            | 21.4 (70.5)                            | 21.3 (70.3)                            | 21.6 (70.9)                            | 20.8 (69.4)                            | 19.3 (66.7)                            | 17.5 (63.5)                            | 19.9 (67.8)                            |
| Thấp kỉ lục °C (°F)                                        | 9.2 (48.6)                             | 9.5 (49.1)                             | 9.0 (48.2)                             | 10.0 (50.0)                            | 10.0 (50.0)                            | 10.0 (50.0)                            | 10.0 (50.0)                            | 10.0 (50.0)                            | 10.0 (50.0)                            | 10.0 (50.0)                            | 10.0 (50.0)                            | 7.0 (44.6)                             | 7.0 (44.6)                             |
| Lượng mưa trung bình mm (inches)                           | 38.4 (1.51)                            | 32.2 (1.27)                            | 22.5 (0.89)                            | 24.4 (0.96)                            | 69.4 (2.73)                            | 138.3 (5.44)                           | 158.7 (6.25)                           | 140.7 (5.54)                           | 183.1 (7.21)                           | 127.9 (5.04)                           | 56.2 (2.21)                            | 45.1 (1.78)                            | 1.036,9 (40.82)                        |
| Số ngày mưa trung bình (≥ 0.1 mm)                          | 4.2                                    | 3.3                                    | 2.3                                    | 1.9                                    | 4.6                                    | 10.8                                   | 13.4                                   | 12.8                                   | 13.9                                   | 9.7                                    | 5.4                                    | 4.3                                    | 86.6                                   |
| Độ ẩm tương đối trung bình (%)                             | 70                                     | 68                                     | 63                                     | 64                                     | 63                                     | 71                                     | 72                                     | 73                                     | 76                                     | 75                                     | 75                                     | 73                                     | 70                                     |
| Số giờ nắng trung bình tháng                               | 208.6                                  | 205.9                                  | 241.8                                  | 254.1                                  | 273.2                                  | 231.0                                  | 246.1                                  | 247.9                                  | 208.5                                  | 218.5                                  | 212.4                                  | 201.8                                  | 2.749,8                                |
| Nguồn 1: Servicio Meteorologico Nacional (độ ẩm 1981–2000) |                                        |                                        |                                        |                                        |                                        |                                        |                                        |                                        |                                        |                                        |                                        |                                        |                                        |
| Nguồn 2: NOAA (nắng 1961–1990)                             |                                        |                                        |                                        |                                        |                                        |                                        |                                        |                                        |                                        |                                        |                                        |                                        |                                        |